# BuzzFeed
BuzzFeed es una empresa de medios de comunicación de Internet estadounidense centrada en el seguimiento del contenido viral. Fundada el 1 de noviembre de 2006, en la ciudad de Nueva York, por Jonah Peretti y John S. Johnson III.
La firma se describe a sí misma como una "empresa de noticias y entretenimiento social" con un enfoque en los medios digitales y la tecnología digital con el fin de proporcionar "las noticias de última hora más compatibles, informes originales, entretenimiento y vídeo".

## Historia
Fundada en 2006 en la ciudad de Nueva York, como un laboratorio viral, centrado en el seguimiento del contenido viral, por Jonah Peretti y John S. Johnson III, la compañía ha crecido hasta convertirse en una compañía global de medios de comunicación que proporciona cobertura en una variedad de temas, incluyendo la política, hágalo usted mismo, animales y negocios. Kenneth Lerer, cofundador y presidente de The Huffington Post, comenzó como fundador e inversionista en BuzzFeed, y ahora es el presidente ejecutivo también. Antes de fundar BuzzFeed, Peretti fue director de investigación y desarrollo y el OpenLab de Eyebeam, organización sin ánimo de lucro de arte y tecnología de Johnson en Nueva York, donde experimentó con otros medios virales. La compañía se ha convertido en una compañía global de medios y tecnología que ofrece cobertura sobre una variedad de temas, incluyendo política, bricolaje, animales y negocios.
A finales de 2012, Ben Smith, de Politico, fue contratado como redactor jefe, y es responsable de migrar el sitio hacía un periodismo de reportaje serio, manteniendo su popularidad basada en el contenido orientado al entretenimiento. Este mismo año se realiza la primera adquisición de BuzzFeed, cuando la compañía compró Kingfish Labs, un inicio que se centró inicialmente en la optimización de los anuncios de Facebook.
El sitio fue sacudido por un escándalo en julio de 2014 después de que se descubrió que uno de sus escritores políticos, Benny Johnson, había plagiado de otras fuentes más de 40 veces, incluyendo Wikipedia.
El 10 de agosto de 2014, BuzzFeed anunció que había recibido un financiamiento adicional por 50 millones de dólares de la entidad de capital riesgo Andreessen Horowitz. El 28 de octubre de 2014, BuzzFeed anunció su próxima adquisición, tomando posesión de Torando Labs. El equipo de Torando se convertiría en el primer equipo de ingeniería de datos de BuzzFeed. En diciembre de 2014, la firma de equidad de crecimiento General Atlantic adquirió $ 50 millones en acciones secundarias de la compañía.
En agosto de 2015, NBCUniversal hizo una inversión de capital de $200 millones en Buzzfeed. Junto con los planes para contratar a más periodistas para construir una unidad más "investigativa", BuzzFeed está contratando a periodistas de todo el mundo y planea abrir puestos avanzados en India, Alemania, México y Japón.
El 8 de abril de 2016, BuzzFeed creó una transmisión en vivo en Facebook, durante la cual dos empleados envolvieron bandas de goma alrededor de una sandía hasta que la presión de las bandas de goma causó que explotara. El truco fue notable para dibujar una audiencia en línea muy grande.
En octubre de 2016, BuzzFeed recaudó $200 millones de Comcast TV y el brazo de la película NBCUniversal, en una valoración de aproximadamente $1.7 mil millones.

## Contenido
BuzzFeed produce contenido diario, en el que se ofrece el trabajo de los reporteros del personal, colaboradores, artistas de dibujos animados sindicados, y su comunidad. BuzzFeed es conocida por la presentación de sus contenidos, incluyendo listas de imágenes, por lo general leves y contenido poco profundizado.
Los formatos populares en el sitio web incluyen listas, vídeos y cuestionarios. Mientras que BuzzFeed se centró inicialmente exclusivamente en dicho contenido viral, de acuerdo con The New York Times, "agregó el contenido más tradicional, la construcción de una trayectoria para la entrega de las últimas noticias y artículos profundamente informados".
BuzzFeed genera sus ingresos por la publicidad nativa, lo que coincide con su propio contenido editorial y no se basa en los anuncios de tipo banner.
El servicio ya está disponible en diez ediciones diferentes: Estados Unidos, Reino Unido, Australia, Brasil, Canadá, Alemania, España, Francia, India y México.

## Tecnología y redes sociales
BuzzFeed recibe la mayoría de visitas mediante la creación de contenido que se comparte en las redes sociales. El sitio continúa para probar y realizar un seguimiento de su contenido personalizado con un equipo interno de científicos de datos y control social. Los escritores del personal están calificados por puntos de vista sobre una tabla de clasificación interna. 
En 2014, BuzzFeed recibió el 75% de sus puntos de vista desde los enlaces en los medios de comunicación sociales como Pinterest, Twitter y Facebook.

## Controversias

### Expediente Trump-Rusia
El 10 de enero de 2017, CNN informó sobre la existencia de documentos clasificados que afirmaban que Rusia había comprometido la información personal y financiera sobre el presidente electo Donald Trump. Tanto Trump como el presidente Barack Obama habían sido informados sobre el contenido del dossier la semana anterior. CNN no publicó el expediente, ni ningún detalle específico del expediente, ya que no pudo ser verificado. Más tarde, el mismo día, BuzzFeed publicó un dossier de 35 páginas en su totalidad. BuzzFeed dijo que el expediente no estaba verificado e "incluye algunos errores claros". El expediente había sido leído ampliamente por figuras políticas y de los medios en Washington D. C., y previamente había sido enviado a varios periodistas que habían declinado publicarlo porque lo consideraban sin fundamento. En respuesta al día siguiente, Trump llamó a la página web un "montón de basura de la basura" durante una conferencia de prensa. Las publicaciones del dossier también fueron criticadas por, entre otros, el reportero de CNN Jake Tapper, quien lo calificó de irresponsable. Smith defendió la decisión del sitio de publicar el dossier.
Aleksej Gubarev, jefe de la compañía de tecnología XBT y una figura mencionada en el expediente, demandó a BuzzFeed el 3 de febrero de 2017. La demanda, fue archivada en una corte del Condado de Broward, Florida, se centra en las acusaciones del dossier que XBT había estado usando botnets "y el tráfico porno para transmitir virus, errores de planta, robar datos y llevar a cabo "operaciones de alteración" contra el liderazgo del Partido Demócrata".

### Traingate
En septiembre de 2016, Private Eye reveló que una historia de The Guardian del 16 de agosto en "Traingate" fue escrita por un exmiembro del Partido Socialista de los Trabajadores que se unió al Partido Laborista una vez que Jeremy Corbyn se convirtió en líder Laborista. El periodista también tenía un conflicto de intereses con el individuo que filmó a Corbyn en el piso de un tren supuestamente superpoblado, algo que el Guardian no mencionó en su reportaje. Paul Chadwich, el editor global de lectores de The Guardian, declaró más tarde que la historia se publicó con demasiada rapidez, con aspectos de la historia que no fueron corroborados por fuentes de terceros antes de la presentación de informes. La historia resultó ser una vergüenza para Corbyn y Guardian.
La historia originalmente fue enviada a BuzzFeed News, quien rechazó el artículo porque su autor había "unido una carga de condiciones alrededor de las palabras y él quería que se escribiera a su manera", según la redactora jefe de BuzzFeed, Janine Gibson.

### Críticas y acusaciones

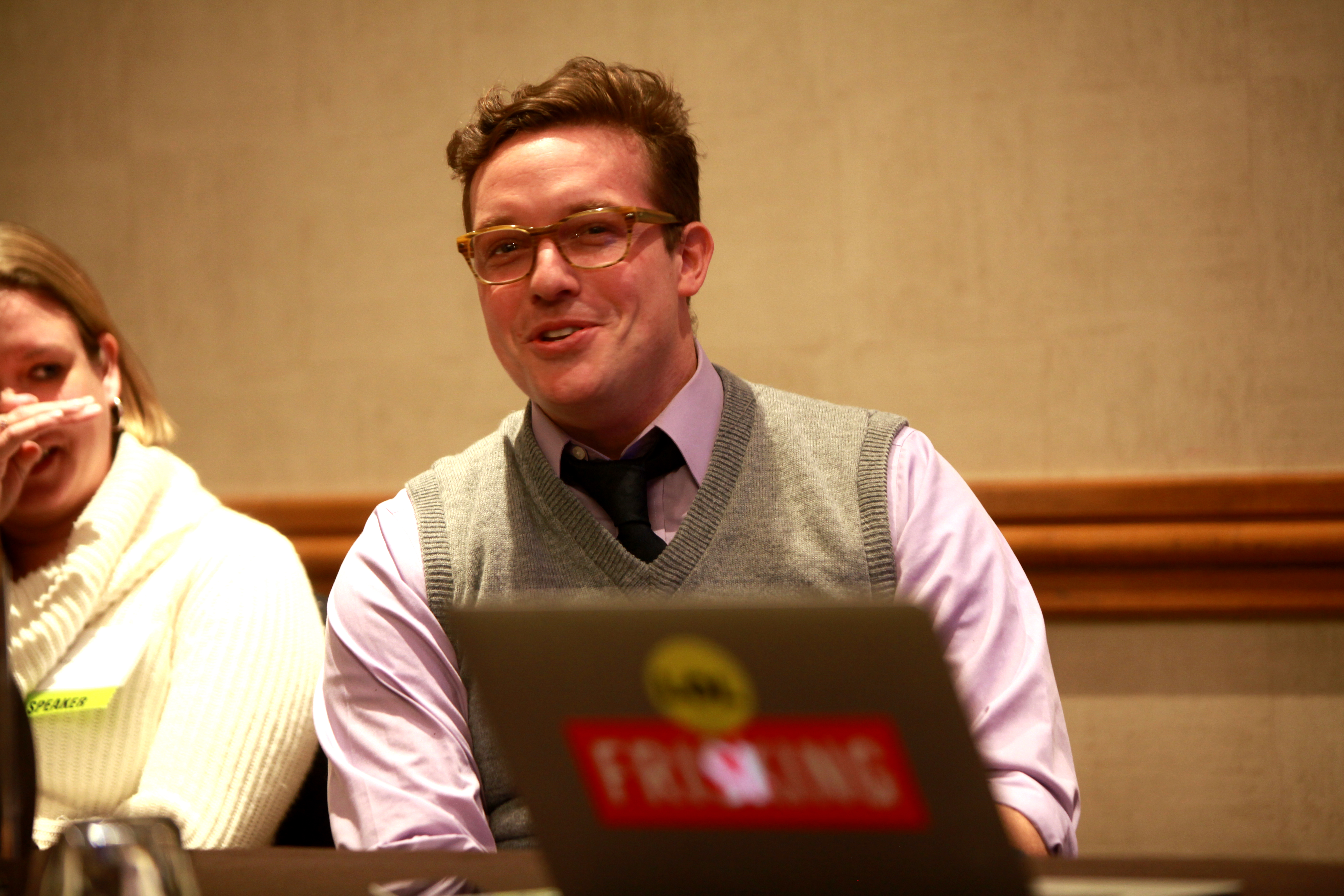
Benny Johnson fue despedido de BuzzFeed en julio de 2014 por plagio

BuzzFeed ha sido acusado de plagiar el contenido original de los competidores a través de la prensa online y offline. El 28 de junio de 2012, Adrian Chen de Gawker publicó una historia titulada "BuzzFeed y el problema del plagio". En el artículo, Chen observó que uno de los escritores más populares de BuzzFeed, Matt Stopera, había copiado y pegado a menudo "trozos de texto en listas sin atribución". El 8 de marzo de 2013, The Atlantic Wire también publicó un artículo sobre BuzzFeed y problemas de plagio.
BuzzFeed ha sido objeto de múltiples demandas por infracción de derechos de autor, tanto por el uso de contenidos que no tenía derechos como por su proliferación sin atribuir sus fuentes: una para la fotografía de un fotógrafo individual y otra para nueve fotografías de celebridades de una sola empresa fotográfica.
En julio de 2014, el escritor de BuzzFeed, Benny Johnson, fue acusado de múltiples casos de plagio. Dos usuarios anónimos de Twitter narraron a Johnson que atribuía un trabajo que no era el suyo propio, sino que "levantaba directamente a otros reporteros, Wikipedia y Yahoo! Answers", todo sin crédito. El editor de BuzzFeed, Ben Smith, inicialmente defendió a Johnson, llamándolo un "escritor profundamente original". Días después, Smith reconoció que Johnson había plagiado el trabajo de otros 40 veces y anunció que Johnson había sido despedido, y pidió disculpas a los lectores de BuzzFeed. "El plagio, y mucho menos la copia de hechos no controlados de Wikipedia u otras fuentes, es un acto de falta de respeto al lector", dijo Smith. "Estamos profundamente avergonzados y sentimos haberlos engañado". En total, 41 casos de plagio fueron encontrados y corregidos. Johnson, que anteriormente había trabajado para Mitt Romney en las Elecciones presidenciales de Estados Unidos de 2008, posteriormente, fue contratado por la revista conservadora National Review como editor de medios sociales.
En octubre de 2014, el Centro de Investigación Pew señaló que en los Estados Unidos, BuzzFeed era visto como una fuente poco confiable por la mayoría de las personas, independientemente de su afiliación política.
En abril de 2015, BuzzFeed hizo un escrutinio después de que Gawker observara que la publicación había eliminado dos publicaciones que criticaban a los anunciantes. Uno de los posts criticó el jabón Dove (fabricado por Unilever), mientras que otro criticó a la fabricante de juegos Hasbro. Ambas compañías anuncian con BuzzFeed. Ben Smith se disculpó en un memo al personal por sus acciones. "Lo estropeé", escribió Smith. "Dos veces en los últimos meses, he pedido a los editores -por su mejor juicio y sin ningún tipo de respeto a nuestros estándares o procesos- para eliminar los posts publicados recientemente del sitio. Ambos implicados en lo mismo: mi reacción exagerada a las preguntas que 'He estado luchando con el lugar de las piezas de opinión personal en nuestro sitio. He reaccionado impulsivamente cuando vi los mensajes y yo estaba equivocado para hacer eso. Hemos restablecido ambos con una breve nota". Días después, uno de los autores de los puestos eliminados, Arabelle Sicardi, renunció. Una revisión interna de la empresa encontró que se eliminaron tres puestos adicionales por criticar los productos o anuncios (de Microsoft, Pepsi y Unilever).
En septiembre de 2015, The Christian Post escribió que un video de BuzzFeed titulado Soy cristiano pero no soy... estaba recibiendo críticas de los cristianos conservadores por no mencionar específicamente a Cristo o ciertos valores bíblicos.
En 2016, la Autoridad de Normas de Publicidad del Reino Unido dictaminó que BuzzFeed rompió las reglas de publicidad del Reino Unido por no dejar claro que un artículo sobre "14 lavandería falla todos hemos experimentado" que promovió Dylon fue un advertorial en línea pagado por el marca. Aunque la ASA estuvo de acuerdo con la defensa de BuzzFeed de que los enlaces a la pieza de su página de inicio y los resultados de búsqueda claramente etiquetaron el artículo como "contenido patrocinado", esto no tuvo en cuenta que muchas personas pueden vincular directamente a la historia. No era suficiente para dejar claro que el contenido principal de la página web era un anuncio publicitario y que, por lo tanto, el contenido editorial era retenido por el anunciante".

## Cierre
El 20 de abril del 2023, se anunció el cierre del sitio Buzzfeed News, esto debido a los esfuerzos de la empresa por ahorrar costos.